# Tongda Lisuzu Xiang
Tongda Lisuzu Xiang (kinesiska: 通达, 通达傈僳族乡) är en socken i Kina. Den ligger i provinsen Yunnan, i den sydvästra delen av landet, omkring 240 kilometer nordväst om provinshuvudstaden Kunming. Antalet invånare är 7 975. Befolkningen består av 3 833 kvinnor och 4 142 män. Barn under 15 år utgör 17,0 %, vuxna 15-64 år 73 %, och äldre över 65 år 9,0 %.
Genomsnittlig årsnederbörd är 1 136 millimeter. Den regnigaste månaden är juli, med i genomsnitt 345 mm nederbörd, och den torraste är mars, med 1 mm nederbörd.